# Joost Vandendries
Joost Vandendries (Veurne, 8 september 1971) is een Belgisch skiër.

## Levensloop
Hij begon te skiën op 16-jarige leeftijd en maakte zijn debuut op de wereldbeker speedskiën in 2010 in het Franse Vars. Datzelfde jaar kwam hij echter ernstig ten val aan een snelheid van 155 km/u in het Zwitserse Verbier, waardoor hij tijdelijk zijn sportieve activiteiten moest staken tot 2015. In maart 2019 werd hij het Belgisch recordhouder speedskiën met een snelheid van 218,845 km/uur tijdens de wereldbekermanche te Vars. Hiermee verbrak hij het toenmalige 22-jarige Belgisch record van François Delcorte die in 1997 een snelheid behaalde van 215,311 km/u. In 2019 kwam Vandendries tijdens de wereldbekermanche te Andorra ten val tegen een snelheid van 170 km/u. Hij liep daarbij negen breuken op, waaronder een ruggenwervel, vijf ribben en drie breuken in zijn schouderblad.
Hij is woonachtig te Tombeek, nabij Overijse. Van beroep is hij industrieel hoogtewerker op touw.